# Cartierul Bună Ziua din Cluj-Napoca

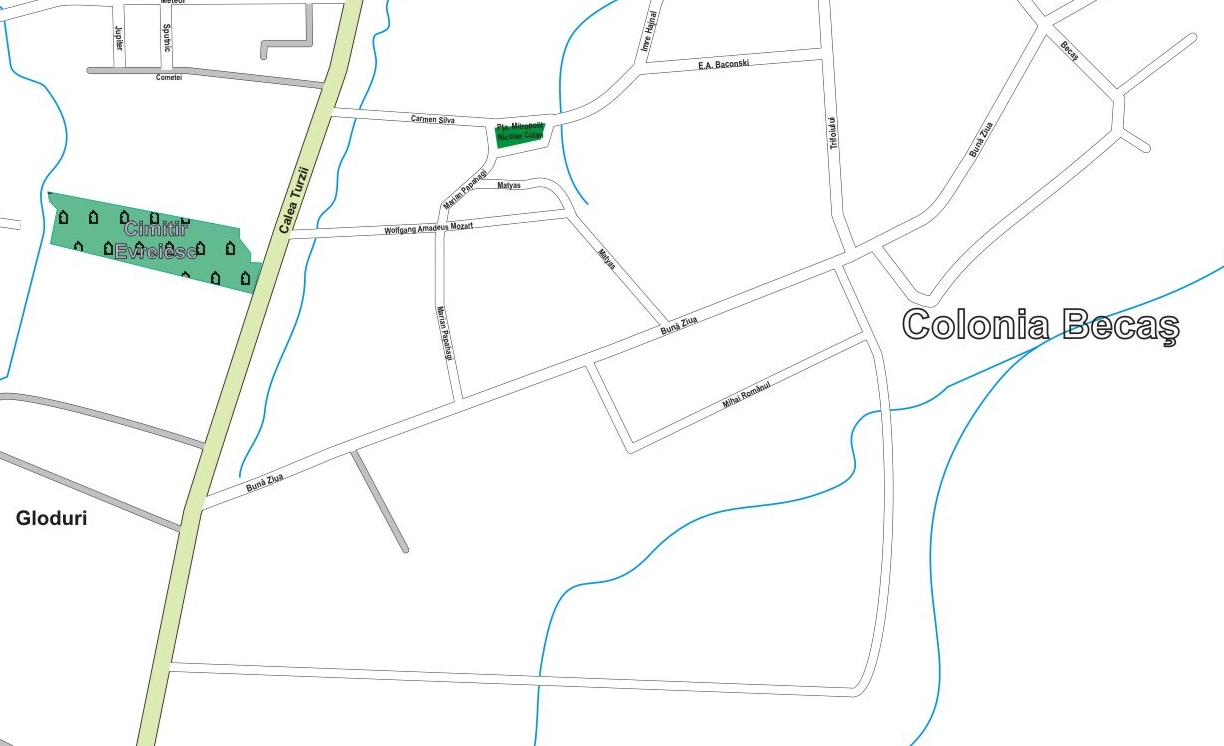
Harta Cartierului Bună Ziua

Bună Ziua, cartier în Cluj-Napoca, situat în partea de sud a orașului, a apărut după revoluție și se află într-o dezvoltare tot mai accentuată. Deși în clipa de față are o populație mică, se anticipează o dezvoltare intensă în următorii ani, la fel ca toată zona înconjurătoare.